# Maison du tsar Pierre le Grand
La maison du tsar Pierre le Grand (Tsaar Peterhuisje), située dans le quartier russe de la commune néerlandaise de Zaandam, est l'une des plus anciennes maisons en bois des Pays-Bas. Cette petite maison d'ouvrier a été construite en 1632 avec du vieux bois de bateau. C'est dans cette maison que le tsar russe Pierre Ier le Grand a vécu en 1697 lorsqu'il est venu apprendre le métier de charpentier de navires.
Annexe du Zaans Museum, la Tsaar Peterhuisje abrite une petite exposition historique.

## Histoire
Bon nombre de célébrités sont liées d'une manière ou d'une autre à ce monument. Le buste d'Anna Pavlovna illustre le lien de parenté existant entre la Maison Romanov et la famille royale néerlandaise. La Tsaar Peterhuisje a appartenu à cette famille russe pendant un certain temps. Le roi Guillaume Ier l'a achetée en 1818 en tant que cadeau de naissance pour sa belle-fille russe, Anna Pavlovna, la sœur du tsar Alexandre Ier et descendante de Pierre le Grand.
La Tsaar Peterhuisje est l'un des plus anciens exemples de maison en bois aux Pays-Bas. Sans ses nobles relations, cette maison n'aurait jamais résisté à l'épreuve du temps. M. Bulsing, un aubergiste local, l'a sauvée de la destruction vers la fin du XVIIIe siècle.
La toute première construction, réalisée en 1823, était une toiture en pierre avec des arches ouvertes, financée à l'époque par la reine Anna Pavlovna. Après sa mort, son fils, le prince Henri, a fait recouvrir la petite maison en bois afin de la protéger contre les éléments. En 1890, le tsar Alexandre III y a fait ajouter des renforts ainsi que des fondations en pierre.
Le dernier tsar russe, Nicolas II, a demandé en 1895 aux célèbres architectes d'Amsterdam Gerlof Bartholomeus Salm et Abraham Salm – père et fils – de créer une nouvelle construction en pierre. L'architecture des églises orthodoxes russes a à l'époque servi d'exemple. Les couronnes impériales russes en pierre visibles sur la façade et à côté des grilles mettent en évidence le passé princier de cette maison. La création unique de Salm est devenue un monument classé en 2001, de sorte que deux monuments se trouvent aujourd'hui au même endroit.
En 1886, Guillaume III a à nouveau fait don de la petite maison et de la collection d'art au tsar Alexandre III. Ses descendants y ont renoncé en 1948, mais la petite maison est toujours enregistrée au nom de « l'État des Pays-Bas et les héritiers du tsar Nicolas II ». La célèbre collection de signatures de la Tsaar Peterhuisje inclut également de nombreux noms des deux familles royales, y compris celui de Willem-Alexander.

## Bâtiment

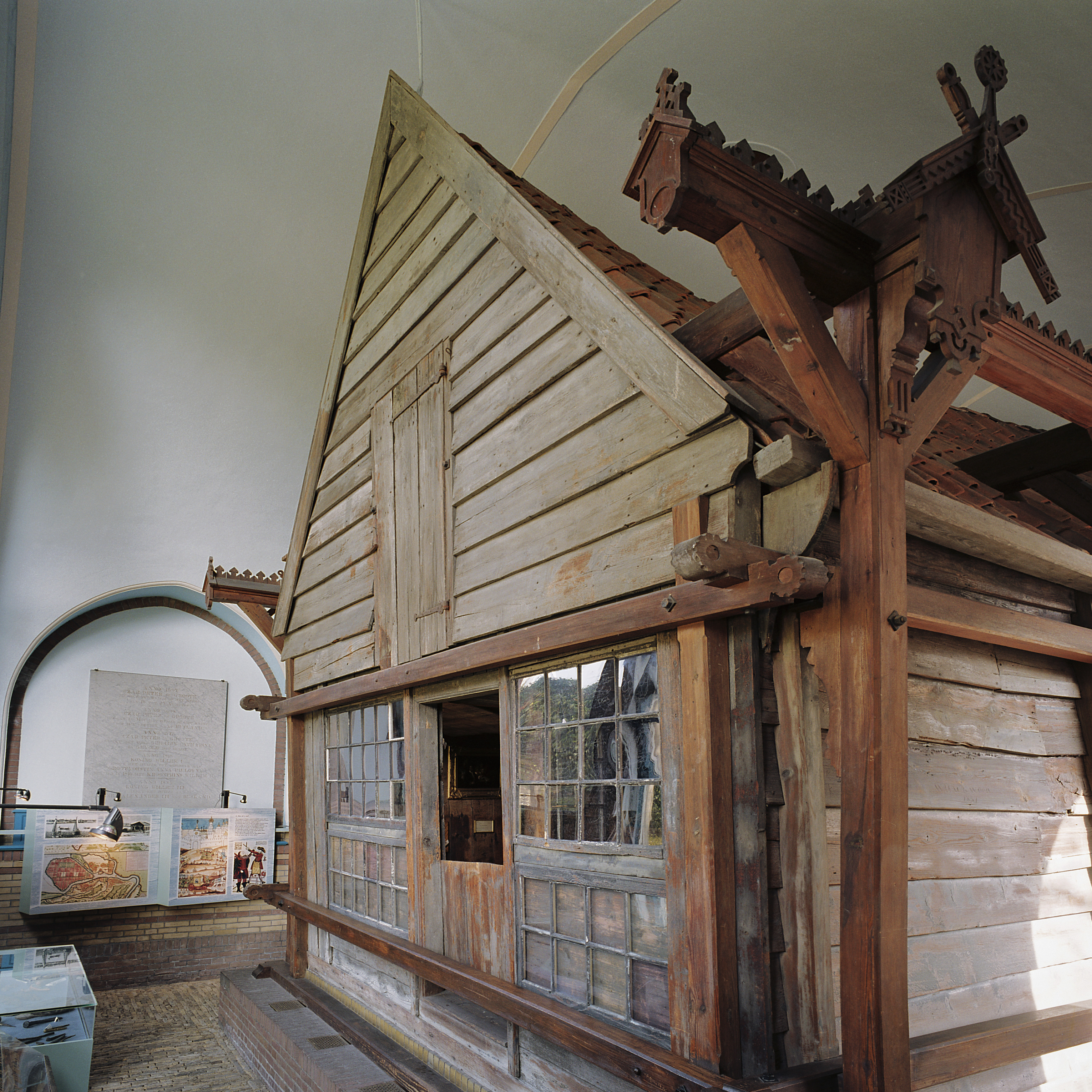
L'intérieur de la maison

En 2013, la petite maison d'ouvrier en bois de Zaandam a été restaurée de fond en comble. Les fondations, l'intérieur et l'extérieur de la maison, la structure en pierre, le toit et le mur extérieur dans le jardin, tout a été remis en état.